# Le Fieu
Fieu – miejscowość i gmina we Francji, w regionie Nowa Akwitania, w departamencie Żyronda.
Według danych na rok 1990 gminę zamieszkiwało 379 osób, a gęstość zaludnienia wynosiła 26 osób/km² (wśród 2290 gmin Akwitanii Fieu plasuje się na 810. miejscu pod względem liczby ludności, natomiast pod względem powierzchni na miejscu 781.).